# Preben Nodermann
Preben Magnus Kristian Nodermann (født 11. januar 1867 i Hjørring, død 14. november 1930) var en dansk-svensk musiker.
Nodermann kom som ung til Skåne, studerede en tid under Otto Malling i København, alt imens han dog ikke opgav sine forbindelser på den anden side Sundet, hvor han virkede som lærer og organist i Malmø og Lund, ved hvis domkirke han siden 1903 beklædte embedet som kapelmester. I 1911 blev han promoveret til Dr. phil. ved universitetet i Lund. Han har i sin stilling ved domkirken udfoldet en betydelig liturgisk virksomhed, dels ved sine orgelpræludier, dels ved udgivelsen af Lunds Domkyrkas Korsanger, kirkelige sange og motetter (henved 100 leveringer) og endelig ved i skrift og tale at arbejde for menighedssangens fremme. Herhen hører hans interessante kulturhistoriske Studier i svensk hymnologi (1911) samt hans — i forening med professor Fredrik Wulff i Lund udgivne — Ny svensk koralbok på Hæffnersk grund (1911). I sine kompositioner er Nodermann tillige stærkt dramatisk interesseret. Fra hans hånd foreligger operaen Kung Magnus (Stadttheater, Hamburg 1898), operetten Prins Incognito (Casino, København 1909), operaen Gunnløgs Saga (1900), Rokoko (1918). Fremdeles mærkes bearbejdelser af Glucks Orfeus, Paërs Diana og Endymion, Lortzings Rolands Knappen.